# Niels Simonsen
 Ikke at forveksle med Niels Juel Simonsen.
Niels Simonsen (født 10. december 1807 i København, død 11. december 1885 på Frederiksberg) var en dansk maler, som især udførte bataljemalerier.

## Billedhuggeren
Simonsens forældre var høker Simon Rasmussen og Bolette født Nielsdatter. I en alder af 14 år kom han i lære hos malermester Holm og begyndte omtrent samtidig at tegne på Kunstakademiet; tillige fik han privat vejledning i historiemaleren J.L. Lunds atelier. Oprindelig var det hans tanke at uddanne sig til litograf, og som sådan var det, han i 1827 havde sin debut på Charlottenborg. Allerede i det følgende år, kort efter at han havde vundet den lille sølvmedalje, vendte han sig til billedhuggerkunsten og fik bestillinger som modellerer, idet man overdrog ham dét hverv efter J.L. Lunds tegninger at udføre en række relieffer til en sal på Christiansborg. To af reliefferne, med dansende figurer, udstilledes i 1828.
I 1829 fik han som elev af billedhuggerskolen den store sølvmedalje for en modelfigur og inden årets udgang den mindre guldmedalje for det i 1830 udstillede relief: Christus helbreder de syge; Matth. 15, 29-30. Relieffet kan endnu ses i Charlottenborgs port ud mod Kongens Nytorv, og det rummer, som kunsthistorikeren Sigurd Müller i sin tid udtrykte det: "en vel beregnet komposition med ret frit og udtryksfuldt bevægede figurer, men ingenlunde ulastelig i henseende til modelleringens enkeltheder". I den efterfølgende tid måtte Simonsen kæmpe med vanskelige kår; nogen understøttelse af offentlige midler lykkedes det ham foreløbig ikke at opnå, skønt han var anbefalet dertil af Akademiet. Fra Akademiet opnåede han kun et par mindre pengepræmier.
Det honorar han fik for at udføre tegninger til Just Mathias Thieles store værk om Bertel Thorvaldsen, har næppe været betydeligt, så hans hovedindtægt var den, han havde af sine portrætbuster – skuespiller N.P. Nielsen (Museet i Århus), prins Frederik Ferdinand m.fl. Han besluttede da – måske særlig tilskyndet ved at et forsøg på som billedhugger at vinde den store guldmedalje mislykkedes – at ombytte modellerstokken med penslen. Snart skulle det vise sig, at denne beslutning var klog.

## Maleren
Efter en forholdsvis kort uddannelse i malerkunsten udstillede han i foråret 1833 to malerier, som begge, hver på sin måde, bragte ham ære og fordel: for sin modelfigur, der var arrangeret som En liggende saaret Kriger, fik han Akademiets pengepræmie og fandt også en køber dertil. 
Genremaleriet En gjerrig i sit Hjem blev ligeledes solgt og vakte ikke ringe opmærksomhed, hvilket bl.a. gav sig udtryk i, at det gentagne gange blev reproduceret, først i litografi – endda til skrivebogsomslag – senere i kobberstik af Carl Edvard Sonne. I virkeligheden er dette billede også i besiddelse af egenskaber, som godt kunne forklare dets popularitet: den gamle gnier, der prøver pengesedlens ægthed, er karakteriseret med al ønskelig tydelighed skildret som optaget af undersøgelsen. Figuren fylder godt i rummet, og kunstværkets hele koloristiske holdning er fast og let forståelig. Den meget pyntelige gennemførelse har sikkert også gjort sit til at vække behag.
I 1834 malede Simonsen flittigt og solgte flere arbejder, deriblandt den i det følgende forår udstillede altertavle: Christus med Disciplene i Emmaus, der dog ikke fik plads i nogen kirke, men kom i privat eje. Endvidere den i historisk henseende ikke uinteressante Scene i vor Frue Kirke ved Indførelsen af Thorvaldsens Christus i Marmor. Dels ved hjælp af et lån, der ydedes ham af køberen af både «Den gjerrige» og altertavlen, gehejmekonferensråd Holten, og dels i håbet om offentlig understøttelse, der også kort efter blev tilstået ham med 400 rigsdaler årlig i to år, rejste han da i 1834 til udlandet og tog ophold i München. Her blev han knyttet til byens kunstskole så stærkt, at hans natursyn, arbejdsmåde og teknik blev bestemt for resten af hans liv.
Til mange af de tyske malere trådte han i et nært personligt forhold og vandt hurtigt en ikke ringe anseelse i deres kreds. Snart fandt han også købere til sine arbejder, både blandt fremmede og blandt landsmænd, og i 1837 var hans udsigter så gode, at han turde bestemme sig til at sende bud efter sin forlovede, Anna Marie Petersen (1807-88), datter af silke- og klædekræmmer Johannes Svendsen Petersen og Georgine Christiane født Bloch. Brylluppet blev holdt 25. juli samme år.
I omtrent otte år havde han nu sit egentlige hjemsted i München, men gjorde dog jævnligt større og mindre udflugter til Tyrol og Norditalien. I 1839 var han i Algeriet, hvor han malede og tegnede en mængde studier, der senere tjente ham som grundlag for talrige kompositioner. Adskillige af disse solgte han i udlandet, flere større arbejder således til kongerne af Bayern og af Württemberg; ikke mindst lykke gjorde hans i München udførte marinemalerier. Andre billeder solgtes i København, hvor han vedblev at udstille: til Statens Malerisamling – det nuværende Statens Museum for Kunst – erhvervedes således i 1837 den Scene af Tyrolerkrigen i Aaret 1809, som nu er overladt til museet i Aarhus. I 1839 købte Kunstforeningen hans "Et venetiansk Kjøbmandsskib".
I 1842 blev han optaget som medlem af Münchens Kunstakademi, ved hvilket der senere endog skal være tilbudt ham et professorat med 1000 gyldens gage og fribolig. Han foretrak dog at følge kong Christian VIII's opfordring til at vende hjem til Danmark og kom til København i efteråret 1845. Kunstakademiet havde allerede i 1843 agreeret ham; nu meldte han sig for at blive optaget som medlem og fik til opgave Et Æmne af Danmarks Søkrigshistorie. 
|  |  |  | Først i 1848 fik han imidlertid dette arbejde fra hånden. Dels var han i mellemtiden optaget af nye bestillinger, dels var han beskæftiget med at lægge sidste hånd på tidligere påbegyndte værker. Foreløbig var det mest sine skitser fra Algeriet, han udnyttede: i 1847 kom således foruden et Klippeparti fra den afrikanske Kyst, som han solgte til Kunstforeningen, og et par mindre ting det anselige billede En arabisk Familie i Ørkenen, som Christian 8. købte til sin privatsamling. Medlemsbilledet fremstillede Tordenskjolds Hukkert i Kamp med en svensk Fregat. Det blev antaget, men vandt mindre bifald end kunstnerens behandlinger af mere fremmedartede motiver. |

## Millitærmaleren
Under felttogene 1848-50 var Simonsen stærkt optaget som militærmaler, og mange af de til dels meget omfangsrige krigsbilleder, han udførte, virkede stærkt til at øge hans popularitet. 
|  |  |  | Rækken blev indledt med Bivouak efter Slaget ved Slesvig, der blev købt til Statens Malerisamling, som senere ved gave fra kong Frederik 7 også kom i besiddelse af Stormen paa Mølleskansen ved Frederiksstad og af Slaget ved Isted; Garden afslår et Angreb af det fjendtlige Kavalleri; andre af Simonsens slagstykker er senere blevet indlemmet i samlingen på Det Nationalhistoriske Museum på Frederiksborg Slot. |

Efter fredsslutningen vendte Simonsen tilbage til de emnekredse, der hidtil mest havde interesseret ham. Han malede igen en del billeder med motiver fra Algeriet, og fra en rejse i Sverige hjembragte han de studier, hvorover han udførte et af sine største og i enhver henseende betydeligste genremalerier: Trolovelse i Harrestad Herred i Skaane, der fra udstillingen 1863 erhvervedes til Statens Malerisamling.
Krigen 1864 gav atter anledning til billeder, der står smukt i Simonsens produktion; ikke mindst gælder dette hans i 1865 udstillede Episode af Træfningen ved Sankelmark, malet gråt i gråt med særligt hensyn til fotografisk reproduktion. Måske turde dette arbejde i kraft af sin alvorlige karakteristik af figurerne og især ved sin monumentale holdning have krav på at nævnes som kunstnerens værdifuldeste.
Dette maleris betydningsfuldhed uddyber kunsthistorikeren Rasmus Kjærboe i 2024:
| „ | Det store bataljemaleri viser en række af Simonsens samtidige, der var til stede ved Sankelmark, et ganske blodigt sammenstød mellem danske og østrigske tropper 6. februar 1864. Maleriet måler tre meter, og figurerne er tæt på legemsstørrelse og ligger helt oppe i forgrunden. På den ene side virker formatet overvældende, på den anden side umådeligt teatralsk og stivnet. De danske soldater står i karré, en firkantet formation beregnet på at afvise kavalerangreb, men det lave synspunkt forårsager en mangel på dybde, og de nærmest vælter ind i tilskuerrummet. De mange portrætlige ansigter giver billedet en særlig specificitet - det er virkelig sket dette hér - men uniformer, udrustning og Dannebrog underordner alle under myten om landsoldaten: stadig lige klar til at forsvare nation og folk, men denne gang med tragisk udfald. Stadig er det landsoldatens karakter, hans person og mod, det hele gælder; ikke hvem der har flest kanoner. | “ |

## De senere år
Simonsen udnævntes 1854 til professor ved Kunstakademiet, hvor han overtog C. W. Eckersbergs professorat; en stilling, han bevarede til 1883. Fra 1864 var han medlem af Akademiet i Stockholm. Sin sidste større udenlandsrejse, der førte ham til Rom, foretog han med Det anckerske Legat 1870. 1883 modtog han Det treschowske Legat.
Endnu i sin høje alderdom vedblev han at male, og forbavsende var den sikkerhed i øje og hånd, hvorom næsten til det sidste – han døde 11. december 1885 – udførelsen af enkelthederne i hans små, meget gennemarbejdede billeder bar vidnesbyrd. Han mistede heller ikke med årene evnen til klar og dramatisk fortælling, hvilket i særlig grad i ungdommen havde skaffet hans kunst så mange venner.
I 1852 blev han Ridder af Dannebrog og i 1874 Dannebrogsmand.
I 1852 fik han opført en villa med atelier på Gammel Kongevej 117 (senere nedrevet) ved arkitekten P.C. Hagemann, der havde givet maleren to forskellige forslag at vælge imellem. Her boede han til sin død.

## Billeder
| - Tegninger af Niels Simonsen - Ung pige med perlehalskæde, 1835 - En nordafrikansk kriger, ca. 1840 - En tyrkisk kriger, ca. 1843 - Sigismund von Rosen, 1849 - Carl Anton Vogt, 1850'erne - En araber med sin hest, 1868 - En italiensk frugtsælger, 1870 - Tycho Jessen, 1888 |

| - Andre værker af Niels Simonsen - Scene fra tyrolerkrigen (en) i året 1809. Maleri fra ca. 1837 - Scene fra Treårskrigen. fremrykning mod fjenden. Uklar datering mellem 1848 og 1885 - Slaget ved Fredericia den 6. juli 1849. Maleri fra ca. 1850 - Kirstine Svends finder guldhornet ved Gallehus den 20. juli 1639. Maleri fra 1859 - En trolovelse i Herrestad i Skåne, 1862 - En vred rytter med dragen sabel forlader en landevejskro, 1881 |